# 什皮科洛西 (索卡爾區)
50°26′28″N 24°30′43″E / 50.44111°N 24.51194°E
什皮科洛西（烏克蘭語：Шпиколоси），是烏克蘭西部的村莊，隸屬利維夫州的舍普季茨基區。該村面積1.14平方公里，海拔高度213米，2001年人口380，人口密度每平方公里333.33人。